# Малый Салым
Ма́лый Салы́м — река в России, протекает по Нефтеюганскому району Ханты-Мансийского АО. Устье реки находится в 31 км по левому берегу реки Большой Салым. Длина реки составляет 269 км, площадь водосборного бассейна — 2900 км².

## Притоки
(км от устья)
- Таптыпъёга (пр)
- Севыспат (лв)
- Катымъёга (лв)
- 70 км: Камчинская (пр)
- 87 км: Айега (пр)
- Ай-Чунгсоим (лв)
- 118 км: Чунчъега (лв)
- Вачемъега (лв)
- 194 км: Савьях (пр)
- Тыкипонымъега (лв)
- Ай-Тыкипонымъега (лв)
- 243 км: Сагытъях (пр)
- 259 км: река без названия (пр)

## Данные водного реестра
По данным государственного водного реестра России относится к Верхнеобскому бассейновому округу, водохозяйственный участок реки — Обь от города Нефтеюганск до впадения реки Иртыш, речной подбассейн реки — Обь ниже Ваха до впадения Иртыша. Речной бассейн реки — (Верхняя) Обь до впадения Иртыша.
Код объекта в государственном водном реестре — 13011100212115200050338.